# Christian Schmitz-Steinberg
Christian Schmitz-Steinberg (* 13. November 1920; † 1981) war ein deutscher Musiker (Piano, Akkordeon), Bandleader, Arrangeur und Komponist, der sich im Jazz, Easy Listening und der Unterhaltungsmusik betätigte.

## Leben und Wirken
Schmitz-Steinberg, 1920 in Schneidemühl geboren, lebte in München, spielte 1948 in Freddie Brocksiepers Brocksi-Quartet bzw. Sextett Piano („Body and Soul“, Brunswick); um 1960 veröffentlichte er die Single „Malaguena“ auf dem Jupiter-Label (Musikalische Visitenkarte). In dieser Zeit entstanden außerdem Aufnahmen mit Conny Froboess („Schicke, Schicke Schuh“, „I Love You Baby“). 1971 legte er die Easy-Listening-LP Romantic Love Story (MPS) vor; 1972 war er bei einer MPS-Session von Art Van Damme als Arrangeur tätig (Squeezing Art & Tender Flutes). 1974 war er Orchesterleiter bei  Svend Asmussens MPS-Album Amazing Strings. Im Bereich des Jazz war er zwischen 1948 und 1974 an sechs Aufnahmesessions beteiligt. Schmitz-Steinberg arbeitete auch mit dem Tenor Kruno Cigoj sowie für mehrere Fernsehanstalten.
Außerdem komponierte er eine Reihe von Titeln wie „Die kleine Stadt will schlafen geh'n“, „Le ciel d'amour“ oder „Rainbow-Concerto“ (mit Hans Vlig van der Sys). Er arrangierte die Musik des Films So schön wie heut' – Ein Abend für Franz Grothe (1978, Regie: Karl Ulrich) und hatte einen Auftritt in der Robert-Stolz-Filmbiografie Mein Leben – meine Lieder: Robert Stolz (1967, Regie: Alexis Neve). Nach seinem Tod erschien ein selbstbetiteltes Album im Reichertshausen Solcade-Musikverlag.
Christian Schmitz-Steinberg war mit Brigitte Schmitz, geb. Schatz (* 1939), einer Tochter des Musikwissenschaftlers Adolf Raskin, verheiratet.